# Etylefryna
Etylefryna (łac. etilefrinum) – organiczny związek chemiczny, pochodna fenyloetyloaminy. Agonista receptorów α-adrenergicznych. Podwyższa ciśnienie tętnicze krwi, zwiększa wydolność mięśnia sercowego, zwiększa pojemność minutową oraz poprawia napięcie ścian żył.

## Farmakokinetyka
Maksymalne stężenie w osoczu krwi osiąga po 30 minutach. Biologiczny okres półtrwania wynosi 2 godziny, a jej działanie 3–4 godziny. Metabolizm etylefryny przebiega w wątrobie. Wydalanie następuje z moczem.

## Wskazania
- hipotonia
- zapaść sercowo-naczyniowa
- niektóre postacie bólu głowy
- nadwrażliwość na zmiany atmosferyczne

## Przeciwwskazania
- nadwrażliwość na lek
- jaskra
- nadciśnienie tętnicze krwi
- nadczynność tarczycy
- rozrost gruczołu krokowego
- ciężkie choroby serca

## Działania niepożądane
- kołatanie serca
- niepokój
- bezsenność
- nudności
- ból głowy
- pocenie się

## Preparaty
- Effortil – tabletki 5 mg, krople doustne 7,5 mg/ml

## Dawkowanie
Lek należy przyjmować zgodnie z zaleceniami lekarza, zwykle przed jedzeniem w dawkach:
- dorośli i dzieci po 6 roku życia: doustnie 5 mg 3 razy na dobę
- dzieci 2–6 roku życia: 2,5–5 mg 3 razy na dobę
- dzieci do 2 roku życia: 1–2,5 mg w postaci kropli 3 razy na dobę